# ده‌باله هندی
ده‌باله هندی (نام علمی: Decapterus russelli) نام یک گونه از سرده ده‌باله‌ها است.